# Отрочество (повесть)
«О́трочество» — вторая повесть в псевдоавтобиографической трилогии Льва Николаевича Толстого. Впервые напечатана в 1854 году в журнале «Современник». 
Эта книга описывает события, происходящие в жизни подростка во время отрочества: первое предательство, смена моральных ценностей и т. п.

## Персонажи
- Николенька Иртеньев — главный герой, от его имени ведётся повествование
- Володя — брат Николеньки
- Любочка — сестра Николеньки.
- Сонечка — возлюбленная Николеньки
- St.-Jérôme — гувернёр Николеньки и Володи.
- Папа (Пётр Александрович) — отец Николеньки, Любочки и Володи
- Карл Иваныч — учитель Николеньки и Володи.
- Маша — горничная
- Графиня — бабушка Николеньки, Любочки и Володи
- Дубков — приятель Володи
- Дмитрий Нехлюдов — приятель Володи, друг Николеньки.
- Мими – гувернантка Любочки.
- Катенька — дочь Мими
- Филипп — кучер

## Сюжет
Сюжет повести построен на описании отрочества обыкновенного российского ребёнка XIX века — «Николеньки», как его часто называют. В повести рассказывается о его переезде в Москву, тяготению к книгам и философии, и наконец, о его родных.
Читатель увидит медленное изменение системы ценностей главного героя, его характер, а также продолжение сюжетной линии первой части трилогии.

## Цитаты
- «Жалкая, ничтожная пружина моральной деятельности — ум человека!»[1].
- «Мне кажется, что ум человеческий в каждом отдельном лице проходит в своем развитии по тому же пути, по которому он развивается и в целых поколениях, что мысли, служившие основанием различных философских теорий, составляют нераздельные части ума; но что каждый человек более или менее ясно сознавал их ещё прежде, чем знал о существовании философских теорий.»[1].
- «Едва ли мне поверят, какие были любимейшие и постояннейшие предметы моих размышлений во время моего отрочества, — так как были несообразны с моим возрастом и положением. Но, по моему мнению, несообразность между положением человека и его моральной деятельностью есть вернейший признак истины.»[1].
- «...я чувствую в душе отрадное беспокойство, желание что-то сделать — признак истинного наслаждения.»[2].
- «Между бесчисленным количеством мыслей и мечтаний, без всякого следа проходящих в уме и воображении, есть такие, которые оставляют в них глубокую чувствительную борозду; так что часто, не помня уже сущности мысли, помнишь, что было что-то хорошее в голове, чувствуешь след мысли и стараешься снова воспроизвести ее.»[3].
- «...счастье не зависит от внешних причин, а от нашего отношения к ним, что человек, привыкший переносить страдания, не может быть несчастлив.»[1].
- «...вспомнив вдруг, что смерть ожидает меня каждый час, каждую минуту, я решил, не понимая, как не поняли того до сих пор люди, что человек не может быть иначе счастлив, как пользуясь настоящим и не помышляя о будущем.»[1].
- «...слишком много или слишком мало знать друг друга одинаково мешает сближению.»[4].
- «Отчего мы самих себя любим больше других?.. Оттого, что мы считаем себя лучше других, более достойными любви. Ежели бы мы находили других лучше себя, то мы бы и любили их больше себя, а этого никогда не бывает.»[4].
- «Похвала ... могущественно действует не только на чувство, но и на ум человека.»[4].

## Экранизация
- 1973 — «Детство. Отрочество. Юность» СССР, режиссёр Пётр Фоменко